# Teucholabis (Teucholabis) ornata ornata
Teucholabis (Teucholabis) ornata ornata is een ondersoort van de tweevleugelige Teucholabis (Teucholabis) ornata uit de familie steltmuggen (Limoniidae). De ondersoort komt voor in het Oriëntaals gebied.